# Heinrich (Anhalt-Köthen)

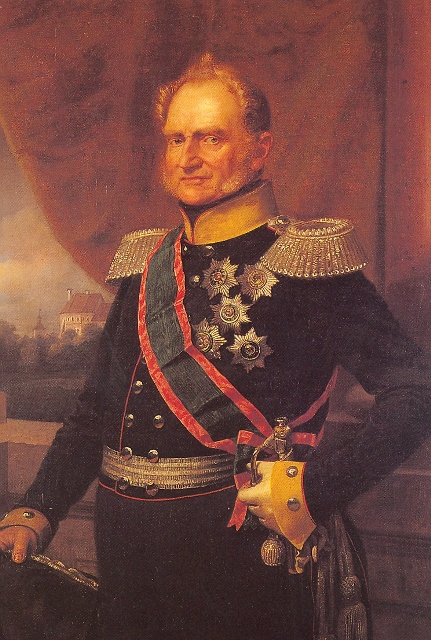
Herzog Heinrich von Anhalt-Köthen

Herzog Heinrich von Anhalt-Köthen (* 30. Juli 1778 in Pleß; † 23. November 1847 in Köthen) war in Nachfolge seines Bruders Ferdinand der letzte Herzog von Anhalt-Köthen.

## Leben
Heinrich wurde als vierter Sohn des Fürsten Friedrich Erdmann von Anhalt-Köthen-Pleß und der Gräfin Luise Ferdinande zu Stolberg-Wernigerode geboren. Er heiratete 1819 Auguste (* 3. August 1794; † 13. Juli 1855), Tochter des Fürsten Heinrich XLIV. Reuß zu Köstritz (jüngere Linie) und der Auguste Riedesel Freiin zu Eisenbach.
1818 trat Heinrich die Regierung in der oberschlesischen Standesherrschaft Pleß als Fürst von Anhalt-Köthen-Pleß an. Zur Thronbesteigung des Bruders Ferdinand im Herzogtum Anhalt-Köthen überließ dieser ihm die preußische Standesherrschaft. Nach dem Tode des kinderlosen Ferdinand 1830 bestieg Heinrich den Köthener Thron. Pleß überließ er seinem jüngeren Bruder Ludwig, der bereits 1841 starb.
Dank Heinrichs Bemühungen erreichte die erste Eisenbahn schon im Jahre 1840 die Stadt Köthen, da der Bernburger Herzog Alexander Carl die Verlegung der Strecke Magdeburg-Leipzig über Bernburg (Saale) verweigert hatte. Der „Heinrichsplatz“ neben Köthens frühestem Bahnhof erinnert daran.

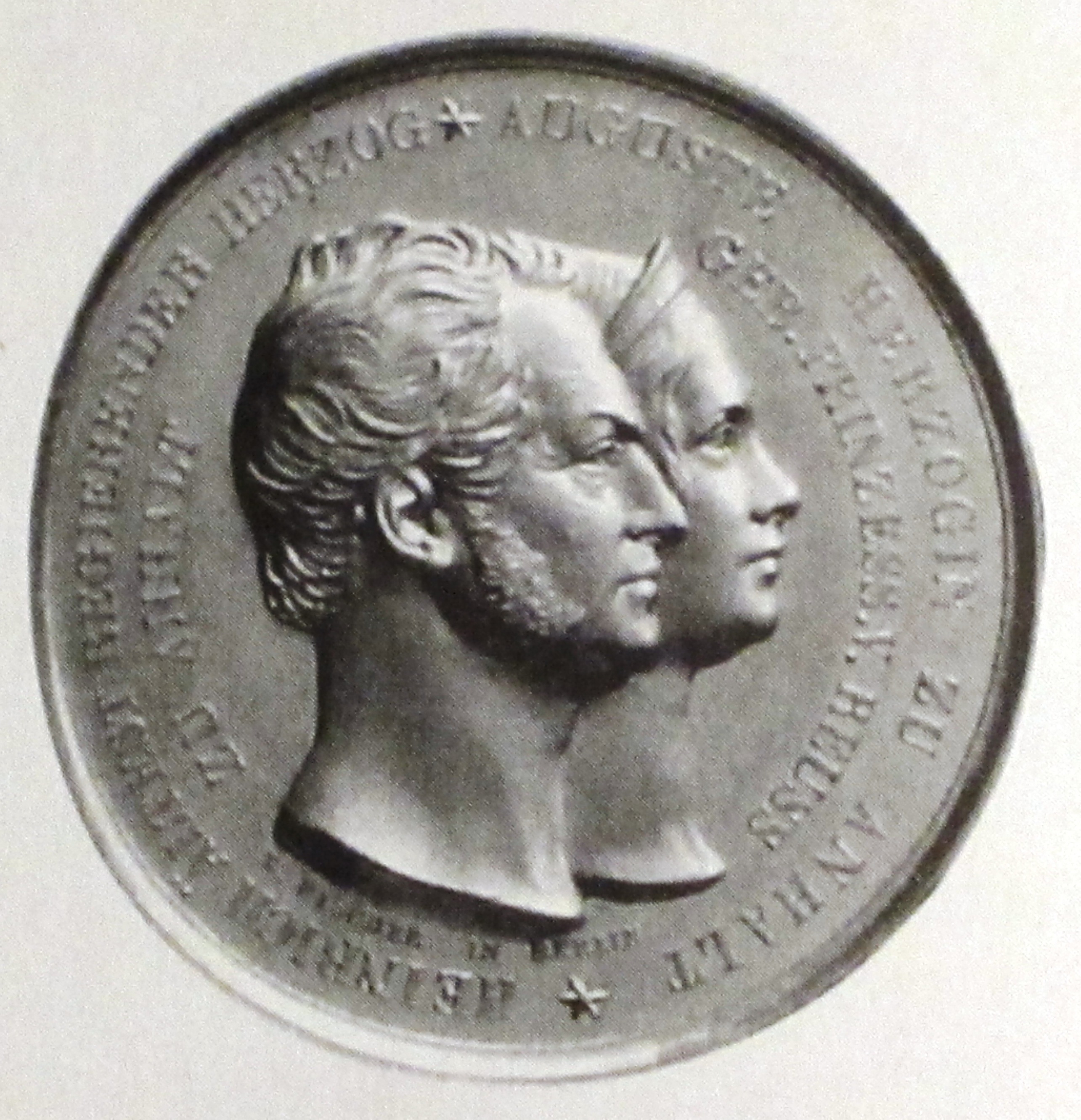
Medaille der Ritterschaft auf die Silberhochzeit von Heinrich und Auguste 1844

In den Jahren 1841 bis 1847 war Herzog Heinrich zugleich Fürst von Pleß, und hier in Oberschlesien lernte er auch den verdienstvollen Historiker Gottlieb Krause kennen, den er 1842 als Schlossbibliothekar und Kurator der herzoglichen Sammlungen nach Köthen brachte.
Mit der wohlwollenden Aufnahme des ähnlich wie Samuel Hahnemann, Leibarzt seines Bruders und Vorgängers Herzog Ferdinand, heimatlosen homöopathischen „Wunderheilers“ Arthur Lutze zog Heinrich 1846 erneut die Aufmerksamkeit der Welt auf sein kleines Land – sogar noch nach seinem Tode, als Lutze 1855 eine imposante homöopathische Klinik eröffnete, die alljährlich Zehntausende von Patienten aus allen fünf Erdteilen nach Köthen lockte.
Herzog Heinrich diente schon seit 1796 in der preußischen Armee, im Feldzug von 1806 noch als Major, bei seinem Abschied im Rang eines Generalmajors. 1830 wurde er mit dem Schwarzen Adler-Orden ausgezeichnet. Seit 1841 erneut im preußischen Dienst, wurde er noch in seinem Todesjahr 1847 zum General der Infanterie befördert.
Herzog Heinrich verstarb im Jahre 1847 und wurde in der Fürstengruft der Köthener St.-Jakobs-Kirche beigesetzt. Mit dem Tode des kinderlosen Herzogs fiel Anhalt-Köthen 1847 zunächst an Anhalt-Bernburg und 1863 an Anhalt-Dessau. Auf eine Teilung wurde in Hinblick auf das absehbare Erlöschen der Anhalt-Bernburger Linie und den dann eintretenden Erbfall an Anhalt-Dessau verzichtet.